# كريس روبنسون (كرة سلة)
كريس روبنسون (بالإنجليزية: Chris Robinson)‏ مواليد 2 أبريل 1974 في كولومبوس، هو لاعب كرة سلة أمريكي معتزل. بدأ مسيرته الاحترافية في سنة 1996. تم اختياره من قبل فريق فانكوفر جريزليز خلال الدرافت. حمل الرقم 5. يبلغ طوله 6 قدم 5 بوصة (2.0 م). اعتزل اللعب في 2005. أحرز خلال مسيرته في الإن بي إيه 350 نقطة بمعدل 4.6 نقاط في المباراة الواحدة.

## المسيرة الاحترافية
لعب مع فانكوفر جريزليز من سنة 1996 إلى 1998، ثم لعب مع سكرامنتو كينغز في سنة 1998، ثم لعب مع كانتون شارج في سنة 2002، ثم لعب مع نانسي باسكت في الدوري الفرنسي في سنة 2002.

## روابط خارجية
- كريس روبنسون على موقع إن بي أي (الإنجليزية)
- كريس روبنسون على موقع سبورتس رفرنس (الإنجليزية)
- كريس روبنسون على موقع كرة السلة الأوروبية.كوم (الإنجليزية)
- كريس روبنسون على موقع كلية كرة السلة في سبورتس رفرنس.كوم (الإنجليزية)
- كريس روبنسون على موقع ريلجم (الإنجليزية)
- كريس روبنسون على موقع بروبوليرز (الإنجليزية)
- كريس روبنسون على موقع سبورتس رفرنس (الإنجليزية)